# 內布拉斯加州
內布拉斯加州（英語：State of Nebraska）是美國中西部大平原区的一州，它的名稱來自美國原住民中的吉韋雷語，意為平順之水。該州有普拉特河貫穿整州。過去曾是美國大荒野的一部份，不過今日已是農業領先的州份之一。內布拉斯加州目前致力於發展科學農業技術，企圖將大草原裡某些地方改變成大型牧場或農場。該州的大部份歷史都是由農耕者和墾荒者創造的。

## 地理
內布拉斯加州分两个时区，州的东部使用北美中部时区（UTC-6），西部使用北美山地时区（UTC-7）。
內布拉斯加州向北与南達科他州相连，向东与艾奥瓦州相邻，向东南隔密苏里河与密蘇里州相望，相南与堪薩斯州接壤，向西南与科羅拉多州相邻，向西与怀俄明州相连。州内分93个县。它位于邊疆帶的中部。
內布拉斯加州内有三条从东向西横跨州境的河流，普雷特河位于它的中部，奈厄布拉勒河流过北部，里帕布利肯河流过南部。
在地理上內布拉斯加州由两个主要地区组成：和大草原。州最东部的地区被冰川期的冰川覆盖。冰川退出后留下了。这个地区由缓和的丘陵组成。奥马哈和林肯位于这个地区。
大草原占据內布拉斯加州西部的大部分地区。它本身由数个小的、不同的地区组成，包括沙丘地区、松岭地区、雨水盆地、高原地区和野猫丘陵。內布拉斯加州的最高点是全景点，高1653米。不过它本身与它的名称并不相符。实际上它是內布拉斯加州和怀俄明州交界附近的一个相当低的高点。

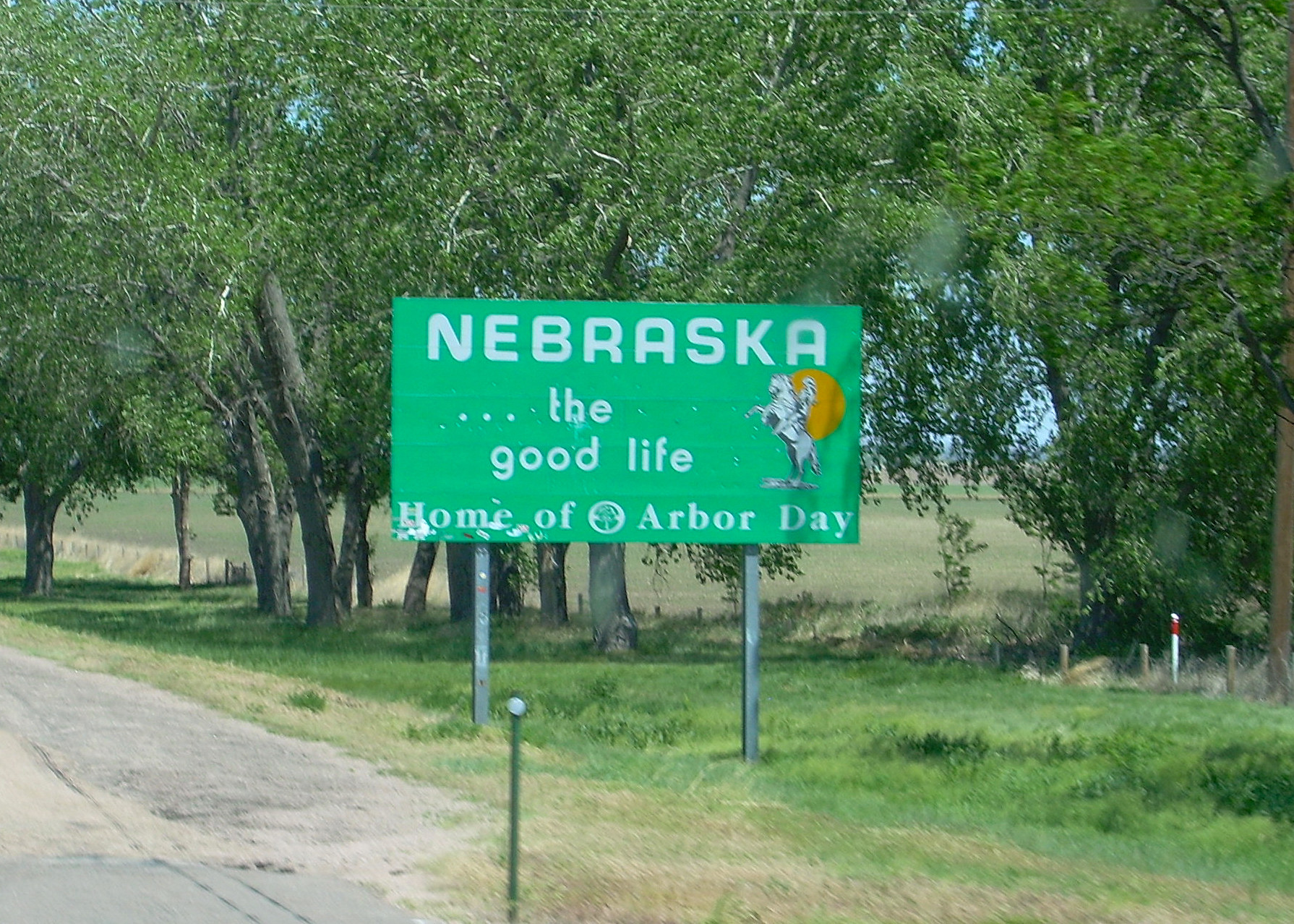
內布拉斯加州欢迎牌

过去內布拉斯加州使用“西部开始的地方”作为旅游业的招牌。
內布拉斯加州是一个双重内陆州，但是自称拥有美国所有州中最长的河流里数。
內布拉斯加州由美国国家公园管理局管理的地区有：
- 玛瑙化石床国家纪念碑
- 加州拓荒路径
- 奇姆尼岩國家歷史遺址
- 美国家园国家纪念碑
- 刘易斯与克拉克远征路径
- 密苏里河国家娱乐区
- 摩爾門之路
- 尼奥布拉拉国家河流风景区
- 奥勒冈小径
- 快马邮递国家历史路径
- 斯科茨布拉夫國家紀念區

由美国国家森林局管理的地区有：
- 內布拉斯加州国家森林
- 奧格拉拉国家草原
- 塞繆爾·R·麥凱爾維國家森林

### 气候
內布拉斯加州有两个不同的气候：州的东部是潮湿的大陆性气候，州的西部则是半干旱的大陆性草原气候。整个州季度间气温和降雨量变化明显。州的年平均气温各处都大致相同。从西部到东部其年降雨量从800毫米降低到东南角的约350毫米。州各处的降雪量相当一致，在大多数地区每年在650至900毫米之间。

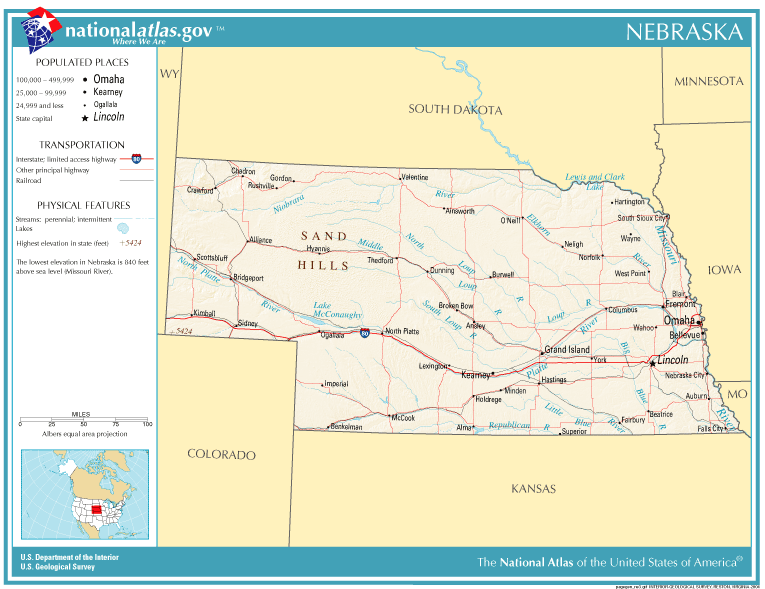
內布拉斯加州地图

內布拉斯加州位于龙卷风道上，在春季和夏季月份里雷暴很多。在冬季月份里从洛磯山脈挂下来的焚风提高內布拉斯加州西部的气温。
美国国家野生动物联盟认为全球变暖对內布拉斯加州的经济和生态有害，导致1930年代黑色风暴事件似的干旱，导致传播疾病的蚊子的数量增长和活跃期加长。

## 歷史
1834年，美國制定「印地安交流法」（Indian Intercourse Act），法規中規定了此州的大平原區必須留給印地安人。並禁止當時的墾荒者越過密西西比河西部。
堪萨斯-内布拉斯加法案建立堪薩斯領地和內布拉斯加領地，其边界为北纬40°线。内布拉斯加区的首府時为兰开斯特。
1860年代里宅地法导致了第一批大量移民进入內布拉斯加州来要求联邦政府给予的自由土地。由于初始到的移民在草原上只找到很少树木，因此他们用和草的泥建造了他们的房子。
1867年南北战争结束后不久內布拉斯加州成为美国第37个州，其首府从奥马哈移到兰开斯特。亚伯拉罕·林肯遇刺后兰开斯特改名为林肯。
植树节起源于內布拉斯加州由朱利葉斯·斯特林·莫頓創立，美国国家植树日基金会的总部今天在內布拉斯加城。
內布拉斯加州拥有长久的民权运动历史。从1912年开始在奥马哈就成立了美國全國有色人種協進會。

## 人口
| 调查年     | 人口      | 备注 | %±     |
| ---------- | --------- | ---- | ------ |
| 1860       | 28,841    |      | —      |
| 1870       | 122,993   |      | 326.5% |
| 1880       | 452,402   |      | 267.8% |
| 1890       | 1,062,656 |      | 134.9% |
| 1900       | 1,066,300 |      | 0.3%   |
| 1910       | 1,192,214 |      | 11.8%  |
| 1920       | 1,296,372 |      | 8.7%   |
| 1930       | 1,377,963 |      | 6.3%   |
| 1940       | 1,315,834 |      | −4.5%  |
| 1950       | 1,325,510 |      | 0.7%   |
| 1960       | 1,411,330 |      | 6.5%   |
| 1970       | 1,483,493 |      | 5.1%   |
| 1980       | 1,569,825 |      | 5.8%   |
| 1990       | 1,578,385 |      | 0.5%   |
| 2000       | 1,711,263 |      | 8.4%   |
| 2010       | 1,826,341 |      | 6.7%   |
| 2012年估计 | 1,855,525 |      | 1.6%   |

2007年內布拉斯加州估计有1,774,571名居民，相对于2006年增加了10,806名，即0.6%，相对于2000年增加了63,306名，即3.7%。其中包括从2000年人口普查以来的自然人口增长77,995人（187,564人出生，109,569人逝世）和由于居民外移导致的净9,319人减少。进入美国的移民到內布拉斯加州定居的有27,398人，在美国内移居导致36,717迁出內布拉斯加州。
2004年內布拉斯加州的居民中有84,000人不是在美国出生的（占总居民数的4.8%）。
38.6%的居民的祖先来自德国、12.4%来自爱尔兰、9.6%来自英国、4.9%来自瑞典、4.9%来自捷克。
內布拉斯加州拥有美国最大的来自捷克的后人。州内大多数地区最多的是来自德国的后人，尤其是在东部的县里。瑟斯顿县中的大多数人是美国土著人。巴特勒縣是美国唯有的两个捷克裔为最大人群的县之一。

### 农村人口的外移
內布拉斯加州89%的城市的人口不到3000人。在这一点上它与其它五个美国中西部州－堪薩斯州、俄克拉何马州、北達科他州、南達科他州和艾奥瓦州一样。数百镇的人数不到1000。
从1990年到2000年內布拉斯加州93个县里有53个县的人数降低，人数降低最强的希奇科克县人数减少了17.04%。在21世纪里许多地区人口依然在减少，但是也有少数地区人口大量增加。比如2000年奥马哈的人口为39万，2005年估计市内人口为41万，在五年内增长了6.3%。2000年林肯的居民数量为22.5万，2005年估计为23.9万，增长了6.0%。
这个人口迁徙对许多学校有很大的影响。许多学校因此不得不合并来保持其学生数量。

### 宗教
內布拉斯加州居民的宗教信仰为：
- 基督宗教：90%
  - 新教：61%
    - 信義宗：16%
    - 衛理宗：11%
    - 浸信会：9%
    - 長老教會：4%
    - 其它：21%

  - 罗马天主教：28%
  - 其它基督宗教：1%
- 其它宗教：1%
- 无宗教：9%

## 經濟
美国经济分析局估计2004年內布拉斯加州的生产总值为680亿美元。人均年收入为31,339美元，在美国列第25名。
农业在內布拉斯加州的经济中占重要比例。它是玉米、猪肉、牛肉和豆芽的重要产地。其它重要经济产业包括运输（货物，火车和卡车）、制造业、通讯、資訊科技和保险。
內布拉斯加州的所得税分四等，从2.56%到6.84%。消费税为5.5%。一些內布拉斯加州也收消费税，其最高为1.5%。州内除特殊地位的房地产全部要交纳消费税。遗产税由县征收。

### 工业
伯克希尔·哈撒韦公司的总部在奥马哈，其董事长沃伦·巴菲特2008年3月被《富比士》列为全球首富。此外市内还有维蒙特工业、聯合太平洋鐵路等公司。
聯合太平洋鐵路的贝利调车场是世界上最大的火车调车厂，位于北普拉特。内布拉斯加大学林肯分校的林肯紀念體育場可容纳85,157名观众。

### 重要公司
- 伯克希尔·哈撒韦公司（Berkshire Hathaway）
- 康尼格拉食品公司（康尼格拉食品）
- 基威特公司（Kiewit Corporation）
- Mutual of Omaha（英语：Mutual of Omaha）
- TD·美国交易公司（TD Ameritrade）
- 联合太平洋铁路（Union Pacific Railroad）

## 交通

### 铁路
內布拉斯加州拥有长久的铁路历史。1862年7月1日太平洋铁路法通过后成立的聯合太平洋鐵路的总部位于奥马哈。第一條橫貫大陸鐵路通过內布拉斯加州。其它在州内运行的重要铁路公司有美鐵、BNSF鐵路等。

### 公路和高速公路
通过內布拉斯加州的州际公路

   
   
   
   
   
   

通过內布拉斯加州的美國國道

   
   
   
   
   
   
   
   
   
   
   
   
   
   
   
   
   
   

## 法律與政府
內布拉斯加州政府根据1875年采纳的內布拉斯加州宪法执政，它分三支：行政、立法和司法。

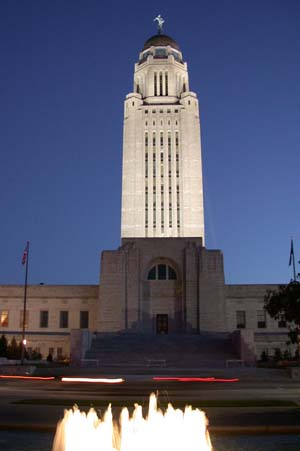
州政府

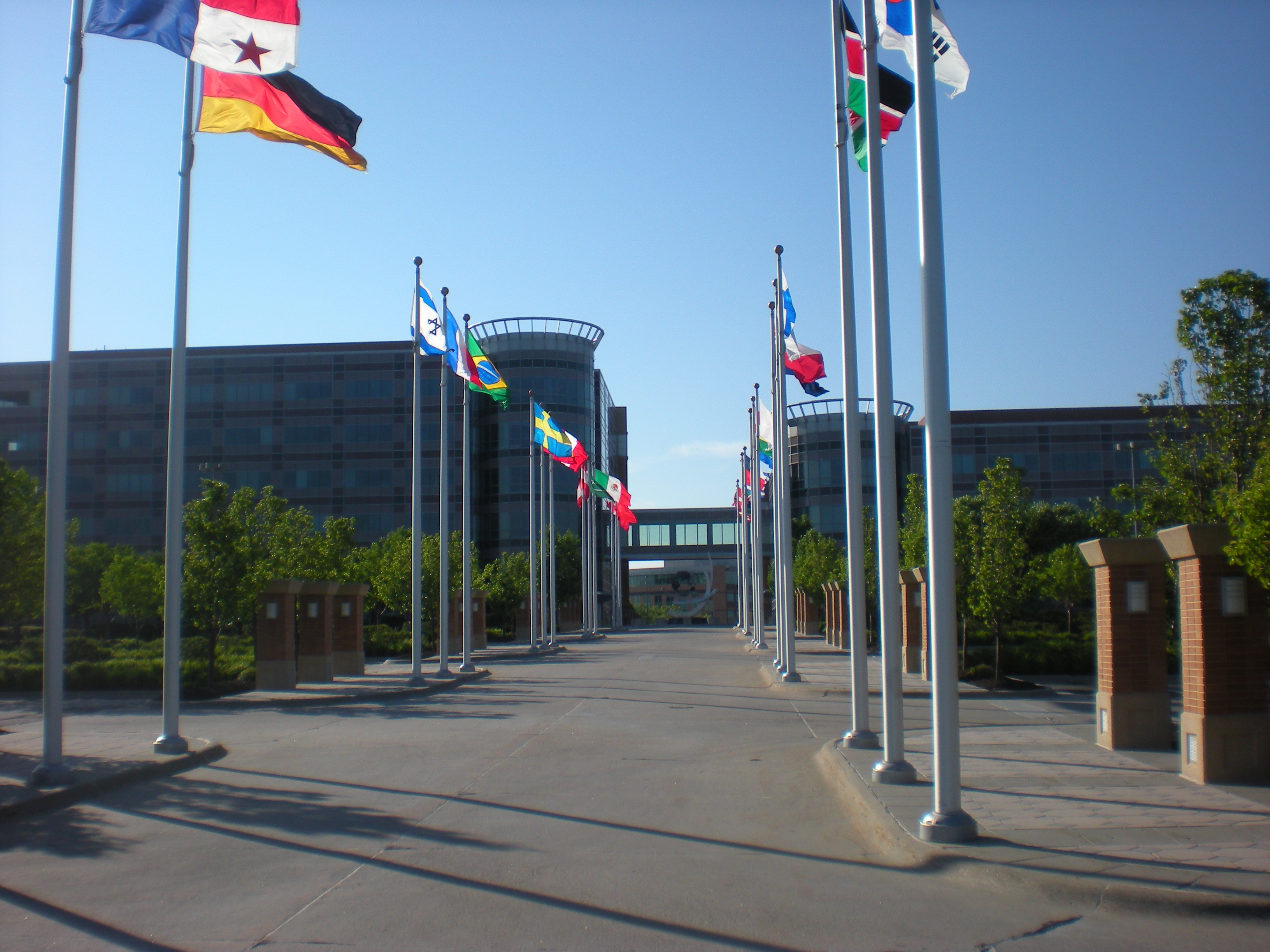
奧瑪哈商業公園

行政部门的领导人是州长。其他行政部门被选的长官有副州长、司法部长、州务卿、财政部长和州审计长。所有政府中被选的官员的任期均为四年。
內布拉斯加州是美国唯一一个一院制的州，其立法机关由一个议院组成，其官方名称为内布拉斯加州议会，其成员被称为参议员。內布拉斯加州的议院也是美国唯一的一个没有党派的议院。参议员在被选举时他们的名字边上没有注明党派。议院的发言人和委员会主席是不分党派被选举出来的。通过五分之三多数议院可以驳回州长的反决权，而不是像其它州那样需要三分之二的多数。
内布拉斯加州议会大厦是从1922年至1932年建成的，是该州的第三座议会大厦。
本来內布拉斯加州也是使用两院制，但是一些內布拉斯加州政治家主张使用一院制的立法，并要求进行全民公投来决定是否引入一院制。他们认为两院制立法有非常强烈的不民主的地方，尤其是委员会由参议院和众议院共同组成。委员会的投票是秘密的，有时会在法律中添加两院均没有同意的临时规定。內布拉斯加州的一院立法今天规定一个法案只能设计一个主题，而且议院必须至少有五天的考虑期。
最后1934年出于大萧条的经济费用压力內布拉斯加州开始使用一院制。原来的参议院被废弃。
內布拉斯加州的司法机构是统一的，其最高法院对所有內布拉斯加州的法院拥有管理权。最下级的法院是县法院，其上有12个区法院（管理一至数个县）。內布拉斯加州上诉法院听取区法院、青少年法院和劳工补偿法院的上诉。內布拉斯加州最高法院是最高级的上诉法院。
2008年內布拉斯加州最高法院判决使用电刑违反州宪法，在2009年立法改用注射行刑前，內布拉斯加州一度沒有執行死刑的法律（此前內布拉斯加州是世界上唯有的仅使用电刑处决的地方）。但是此前在內布拉斯加州死刑就已经很少被使用了。在21世纪內布拉斯加州没有使用过死刑。在过去数十年中州内有强烈的完全废除死刑的愿望。2015年5月，內布拉斯加州廢除死刑。不過該州選民在2016年11月投票通過恢復死刑。

### 联邦代表
在美国参议院中內布拉斯加州有两名议员。在众议院中有三名议员。

### 政治
內布拉斯加州在總統選舉當中，選舉人團共有五票，其中兩票投給全州得票勝出者，其餘三票按內布拉斯加州三個國會眾議院選區中的票數分別分配，這個制度只有內布拉斯加和緬因兩個州採用，其餘48個州和華盛頓特區則是贏者全拿，選舉人團所有票均投給全州得票勝出者。
在其历史上內布拉斯加州在大多数时间里是一个美国共和党的据点。从1940年以来內布拉斯加州除一次外在总统选举中全部选举共和党（1964年內布拉斯加州选了民主党人林登·強森）。在2004年的大选中65.9%的选民参加选举，乔治·沃克·布什在內布拉斯加州比约翰·克里的得票多33%，仅有包含了两个印第安人区的瑟斯頓縣选了克里。
尽管如此內布拉斯加州也有很长的选举两个党派内比较中性的人物的传统。

## 各郡，與重要城鎮

### 93個郡
內布拉斯加州有93個縣，詳見：内布拉斯加州行政区划。

### 最大城市

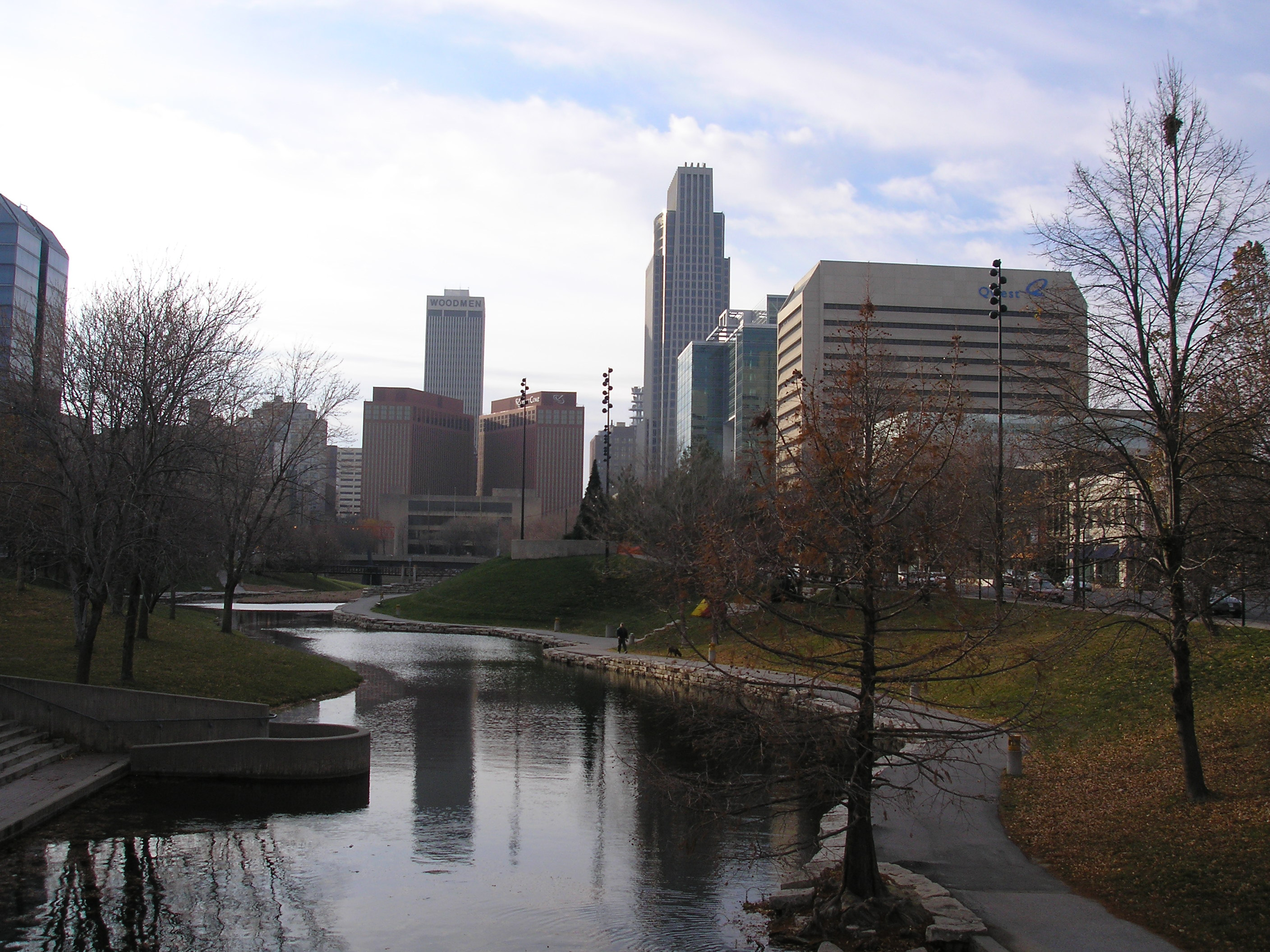
奥马哈市中心

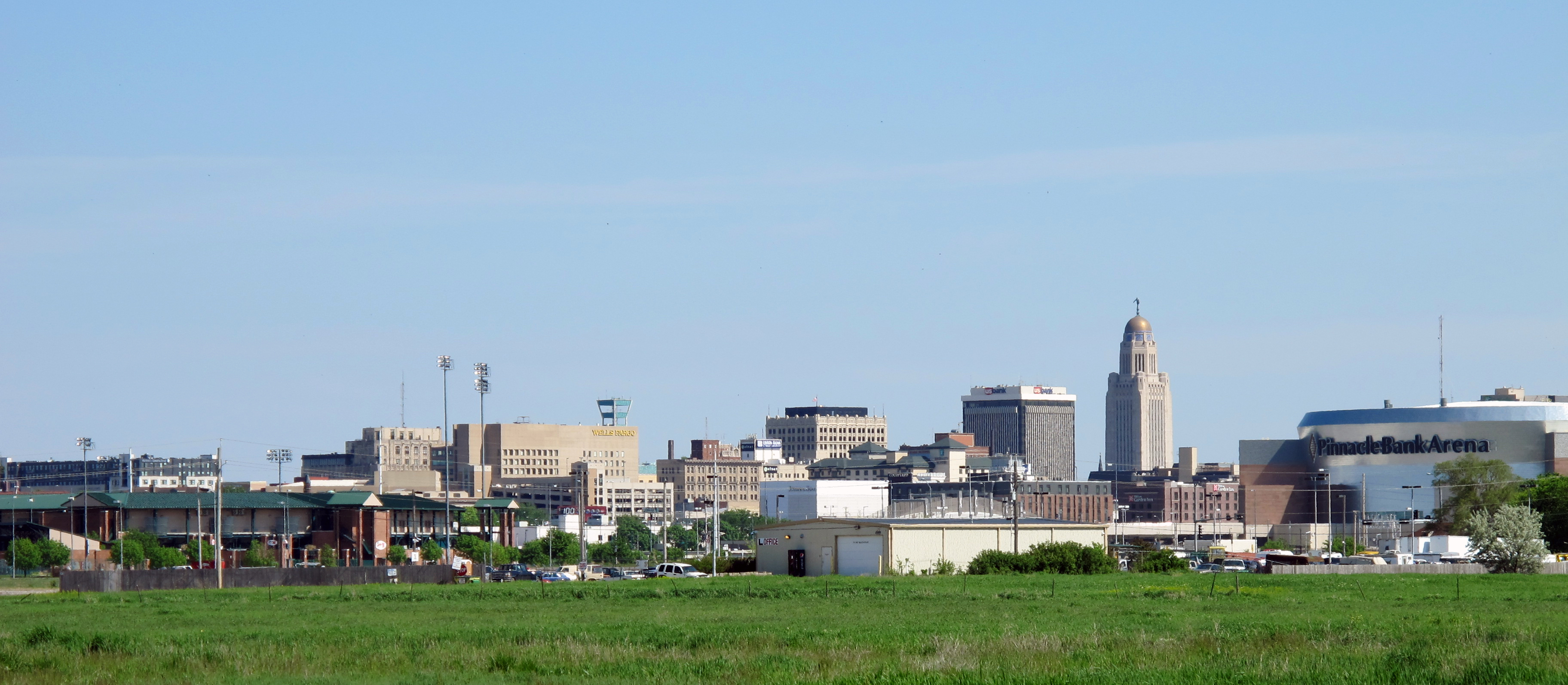
林肯市中心

### 城市地区
| 都市地区 | 小都市地区                                                                    | 小都市地区                                                                              |  |
| --- | ----------------------------------------------------------------------------- | --------------------------------------------------------------------------------------- |  |
| - 奥马哈-康瑟爾布拉夫斯—700,991（內布拉斯加州部分），822,549（总共） - 林肯—283,970 - 蘇城—26,757（內布拉斯加州部分），143,474（总共） | - 格兰德艾兰—70,245 - 凯尔尼—50,655 - 諾福克—49,413 - 哈斯汀—39,749 - —37,329 | - 北普雷特—37,111 - 弗里蒙特—36,171 - 哥倫布—31,962 - 莱星顿—26,996 - 比阿特麗斯—23,365 |  |

### 其它地区
- 格兰德艾兰、哈斯汀和凯尔尼被称为“三城”地区
- 內布拉斯加州的东北角是苏地的一部分。

### 都会区
| 排名 | 都会区名稱                           | 人口    |
| ---- | ------------------------------------ | ------- |
| 1    | 奥马哈-康瑟尔布拉夫斯 MSA (州内部分) | 819,468 |
| 2    | 林肯 MSA                             | 334,590 |
| 3    | 大岛城 MSA                           | 85,088  |
| 4    | 卡尼 μSA                             | 56,159  |
| 5    | 诺福克 μSA                           | 48,504  |
| 6    | 斯科茨布拉夫 μSA                     | 37,906  |
| 7    | 弗里蒙特 μSA                         | 36,791  |
| 8    | 北普拉特 μSA                         | 36,426  |
| 9    | 哥伦布 μSA                           | 33,363  |
| 10   | 黑斯廷斯 μSA                         | 31,511  |

### 镇区
內布拉斯加州的“镇区”（英語：township）是“行政镇区”（英語：civil township）。內布拉斯加州的部分地方都是“镇区”的一部分除了非镇区级自治体。“镇区”和“自治体”（英語：municipality）是不一致有重叠。

## 教育
詳見內布拉斯加州學院和大學列表

## 文化

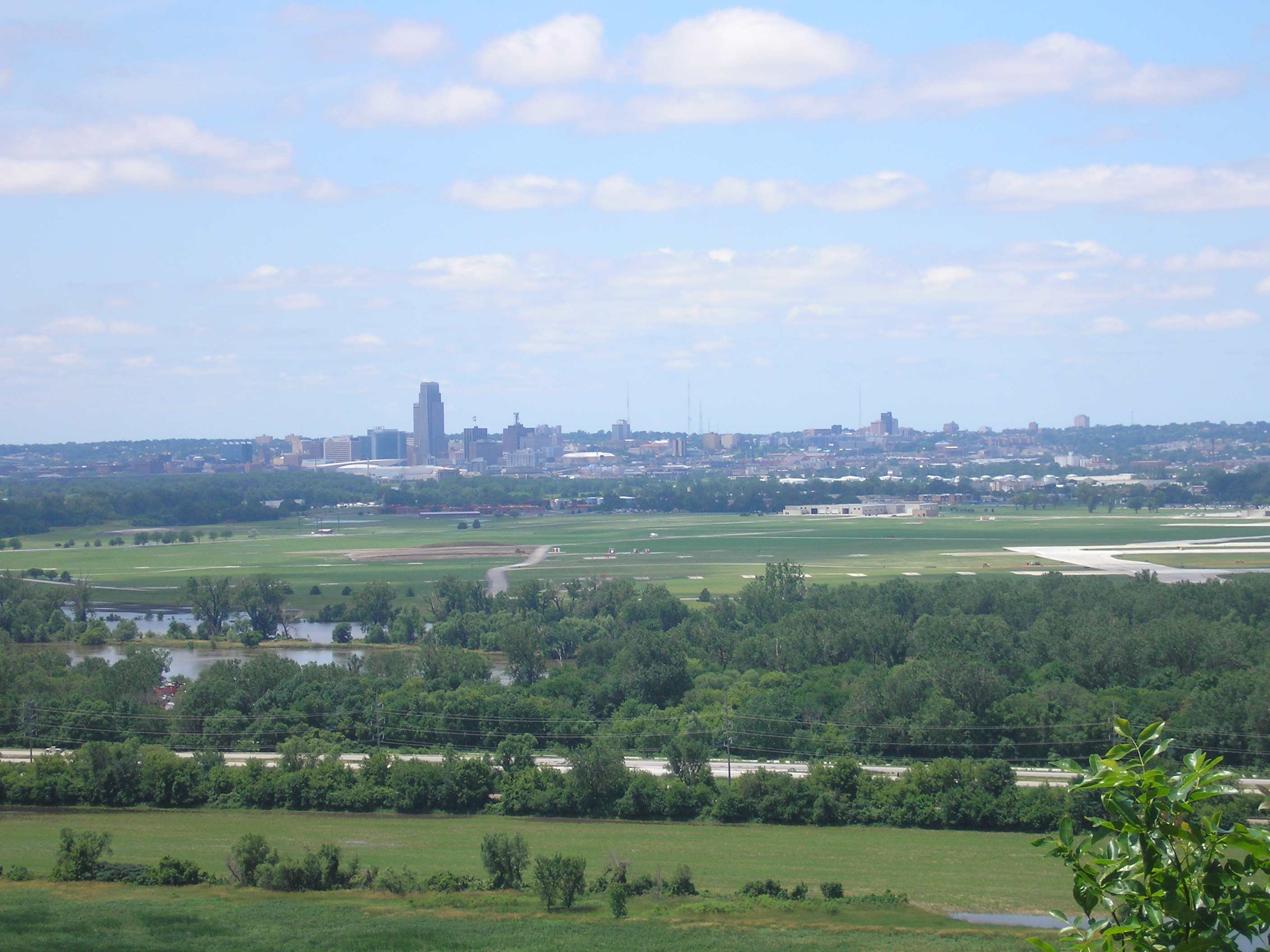
內布拉斯加州地平線

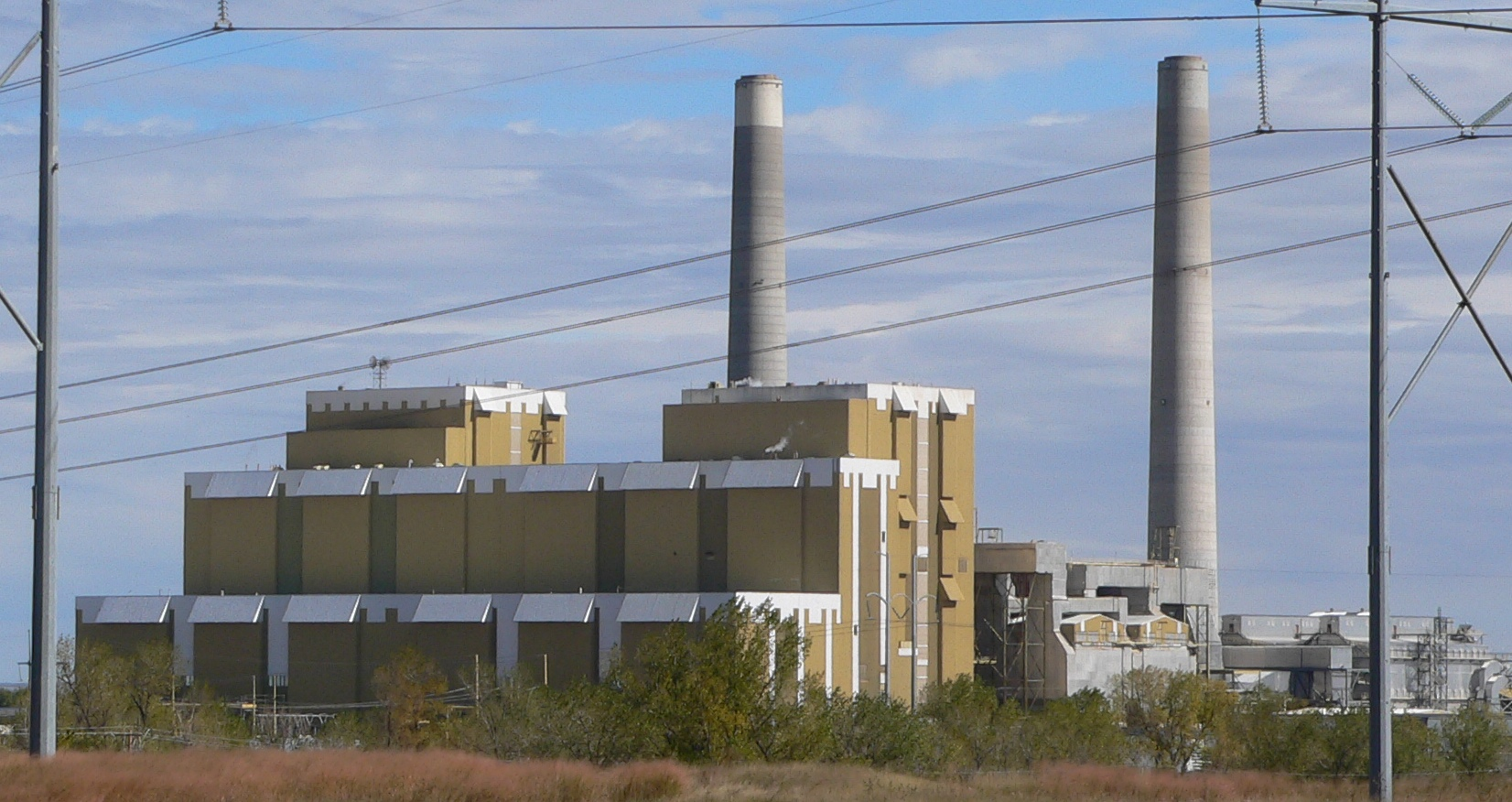
Gerald Gentleman燃煤發電廠

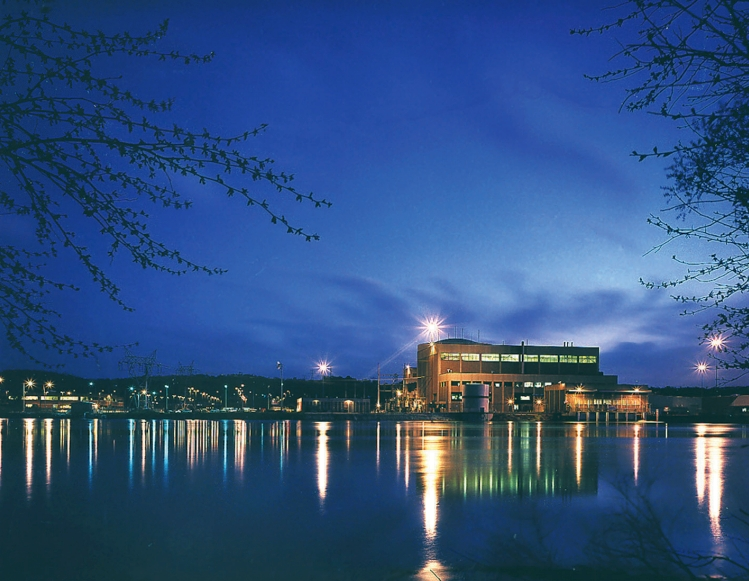
Fort Calhoun核能發電廠

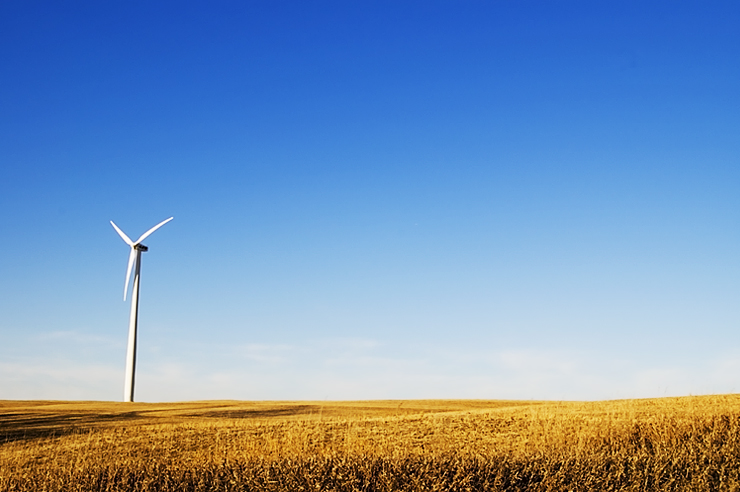
內布拉斯加荒野

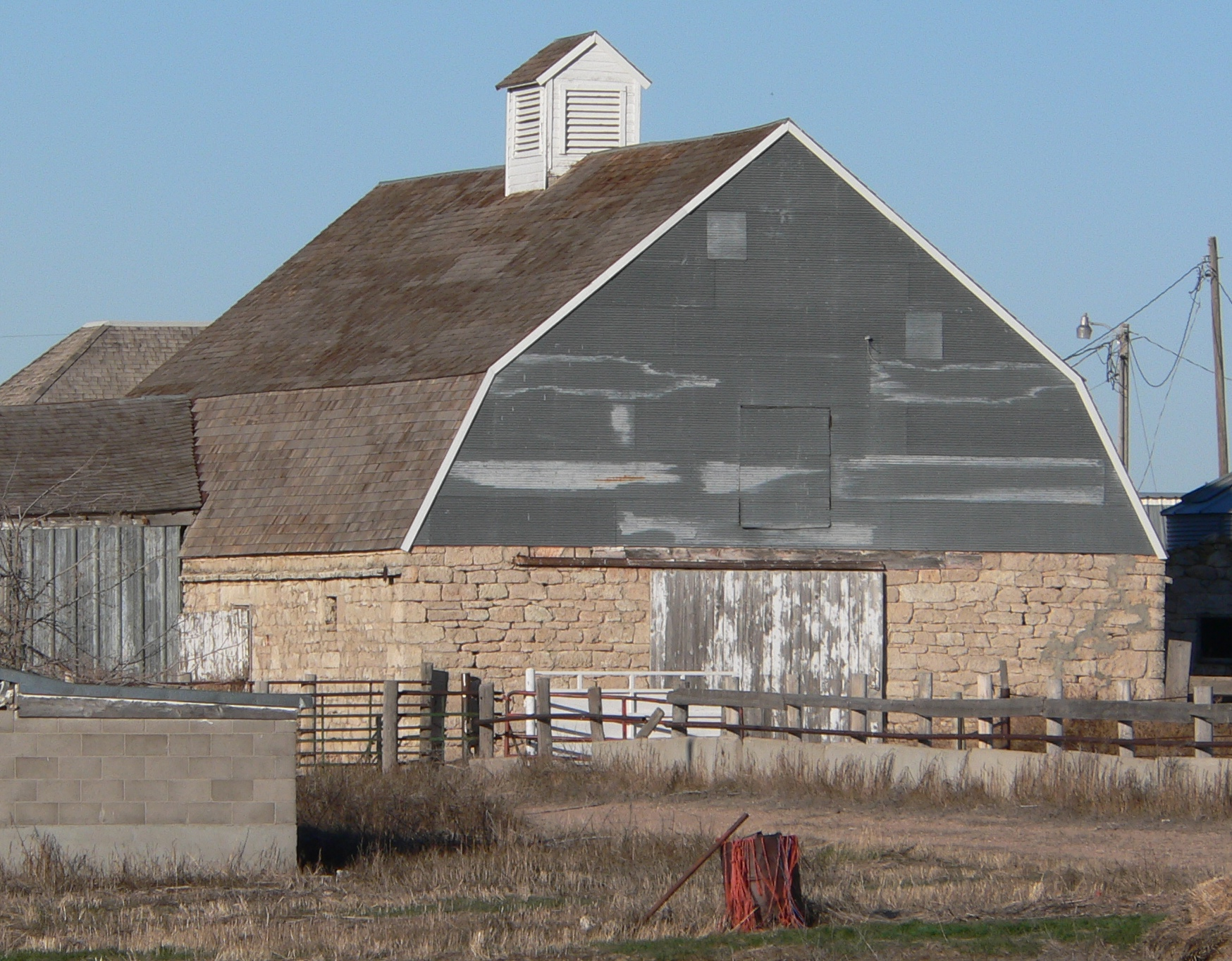
夏延縣的大穀倉

植树节发源于內布拉斯加州。

## 重要體育團體

### NCAA
University of Nebraska (Cornhuskers; Huskers)
- 克雷顿大學

### 棒球
小聯盟的奧馬哈追風者（Omaha Storm Chaser，3A級太平洋岸聯盟，母隊：堪薩斯市皇家）

## 有名的政治和公眾人物
- 薇拉·凯德（1873－1947）：作家，以《One of Ours》一書，於1923年得到普立茲獎，以擅長描寫女性及美國早期移民的拓荒開墾生活而聞名
- 弗雷德·阿斯泰尔（1899－1987）：電影演員、舞者、舞台劇演員、編舞家
- 亨利·方達（1905－1982）：演員，第54屆奧斯卡金像獎最佳男主角得主
- 约翰尼·卡森 （1925－2005）：節目主持人
- 馬龍·白蘭度（1924－2004）：著名演員，代表作是經典黑幫電影《教父》
- 詹姆士·柯本（1928－2002）：好萊塢著名動作片影星
- 鮑勃·吉布森 （Bob Gibson，1935－2020）：職業棒球手
- 韋德·博格斯（Wade Boggs，1958－）：職業棒球員
- 沃伦·巴菲特（Warren Edward Buffett，1930年－）：投资家、企业家及慈善家
- 傑拉爾德·福特 (Gerald Rudolph Ford，1913-2006) :美國第38任總統及第40任副總統

## 外部連結
- 州政府首頁* （页面存档备份，存于）
- 立法相關資料 簡譯 （页面存档备份，存于）
- 內布拉斯加州 高等教育協調委員會
- 内布拉斯加大学University of Nebraska 英文 （页面存档备份，存于）
- 内布拉斯加华人网(Lincoln, Omaha)